# Oscar voor beste productieontwerp
De Academy Award voor beste productieontwerp (Engels: Academy Award for Best Production Design, ook bekend als Oscar voor beste productieontwerp) is een jaarlijkse filmprijs van de Academy of Motion Picture Arts and Sciences. De Oscar voor productieontwerpers werd voor de eerste maal uitgereikt in 1928.

## Winnaars en genomineerden
De winnaars staan bovenaan in vette letters op een gele achtergrond. De overige films en mensen die werden genomineerd staan eronder vermeld in alfabetische volgorde.

### 1927-1929
| Jaar                    | Genomineerde(n)            | Film(s) |
| ----------------------- | -------------------------- | ------- |
| 1927–28 (1e)            |                            |         |
| William Cameron Menzies | The Dove en Tempest        |         |
| Rochus Gliese           | Sunrise                    |         |
| Harry Oliver            | 7th Heaven                 |         |
| 1928–29 (2e)            |                            |         |
| Cedric Gibbons          | The Bridge of San Luis Rey |         |
| Hans Dreier             | The Patriot                |         |
| Mitchell Leisen         | Dynamite                   |         |
| William Cameron Menzies | Alibi en The Awakening     |         |
| Harry Oliver            | Street Angel               |         |

### 1930-1939
| Jaar                                     | Film                                            | Genomineerde(n) |
| ---------------------------------------- | ----------------------------------------------- | --------------- |
| 1929–30 (3e)                             |                                                 |                 |
| King of Jazz                             | Herman Rosse                                    |                 |
| Bulldog Drummond                         | (William Cameron Menzies)                       |                 |
| The Love Parade                          | (Hans Dreier)                                   |                 |
| Sally                                    | (Jack Okey)                                     |                 |
| The Vagabond King                        | (Hans Dreier)                                   |                 |
| 1930–31 (4e)                             |                                                 |                 |
| Cimarron                                 | Max Rée                                         |                 |
| Just Imagine                             | Stephen Goosson en Ralph Hammeras               |                 |
| Morocco                                  | Hans Dreier                                     |                 |
| Svengali                                 | Anton Grot                                      |                 |
| Whoopee!                                 | Richard Day                                     |                 |
| 1931–32 (5e)                             |                                                 |                 |
| Transatlantic                            | Gordon Wiles                                    |                 |
| À Nous la Liberté                        | Lazare Meerson                                  |                 |
| Arrowsmith                               | Richard Day                                     |                 |
| 1932–33 (6e)                             |                                                 |                 |
| Cavalcade                                | William S. Darling                              |                 |
| A Farewell to Arms                       | Hans Dreier en Roland Anderson                  |                 |
| When Ladies Meet                         | Cedric Gibbons                                  |                 |
| 1934 (7e)                                |                                                 |                 |
| The Merry Widow                          | Cedric Gibbons en Fredric Hope                  |                 |
| The Affairs of Cellini                   | Richard Day                                     |                 |
| The Gay Divorcee                         | Van Nest Polglase en Carroll Clark              |                 |
| 1935 (8e)                                |                                                 |                 |
| The Dark Angel                           | Richard Day                                     |                 |
| The Lives of a Bengal Lancer             | Hans Dreier en Roland Anderson                  |                 |
| Top Hat                                  | Van Nest Polglase en Carroll Clark              |                 |
| 1936 (9e)                                |                                                 |                 |
| Dodsworth                                | Richard Day                                     |                 |
| Anthony Adverse                          | Anton Grot                                      |                 |
| The Great Ziegfeld                       | Cedric Gibbons, Eddie Imazu en Edwin B. Willis  |                 |
| Lloyd's of London                        | William S. Darling                              |                 |
| The Magnificent Brute                    | Albert S. D'Agostino en Jack Otterson           |                 |
| Romeo and Juliet                         | Cedric Gibbons, Fredric Hope en Edwin B. Willis |                 |
| Winterset                                | Perry Ferguson                                  |                 |
| 1937 (10e)                               |                                                 |                 |
| Lost Horizon                             | Stephen Goosson                                 |                 |
| Conquest                                 | Cedric Gibbons en William Horning               |                 |
| A Damsel in Distress                     | Carroll Clark                                   |                 |
| Dead End                                 | Richard Day                                     |                 |
| Every Day's a Holiday                    | Wiard Ihnen                                     |                 |
| The Life of Emile Zola                   | Anton Grot                                      |                 |
| Manhattan Merry-Go-Round                 | John Victor Mackay                              |                 |
| The Prisoner of Zenda                    | Lyle Wheeler                                    |                 |
| Souls at Sea                             | Hans Dreier en Roland Anderson                  |                 |
| Walter Wanger's Vogues of 1938           | Alexander Toluboff                              |                 |
| Wee Willie Winkie                        | William S. Darling en David Hall                |                 |
| You're a Sweetheart                      | Jack Otterson                                   |                 |
| 1938 (11e)                               |                                                 |                 |
| The Adventures of Robin Hood             | Carl J. Weyl                                    |                 |
| The Adventures of Tom Sawyer             | Lyle Wheeler                                    |                 |
| Alexander's Ragtime Band                 | Bernard Herzbrun en Boris Leven                 |                 |
| Algiers                                  | Alexander Toluboff                              |                 |
| Carefree                                 | Van Nest Polglase                               |                 |
| The Goldwyn Follies                      | Richard Day                                     |                 |
| Holiday                                  | Stephen Goosson en Lionel Banks                 |                 |
| If I Were King                           | Hans Dreier en John Goodman                     |                 |
| Mad About Music                          | Jack Otterson                                   |                 |
| Marie Antoinette                         | Cedric Gibbons                                  |                 |
| Merrily We Live                          | Charles D. Hall                                 |                 |
| 1939 (12e)                               |                                                 |                 |
| Gone with the Wind                       | Lyle Wheeler                                    |                 |
| Beau Geste                               | Hans Dreier en Robert Odell                     |                 |
| Captain Fury                             | Charles D. Hall                                 |                 |
| First Love                               | Jack Otterson en Martin Obzina                  |                 |
| Love Affair                              | Van Nest Polglase en Al Herman                  |                 |
| Man of Conquest                          | John Victor Mackay                              |                 |
| Mr. Smith Goes to Washington             | Lionel Banks                                    |                 |
| The Private Lives of Elizabeth and Essex | Anton Grot                                      |                 |
| The Rains Came                           | William Darling en George Dudley                |                 |
| Stagecoach                               | Alexander Toluboff                              |                 |
| The Wizard of Oz                         | Cedric Gibbons en William A. Horning            |                 |
| Wuthering Heights                        | James Basevi                                    |                 |

### 1940-1949
| Jaar                         | Film | Genomineerde(n) |
| ---------------------------- | --- | --------------- |
| 1940 (13e)                   | |                 |
| Zwart-wit                    | |                 |
| Pride and Prejudice          | Cedric Gibbons en Paul Groesse                                                                                 |                 |
| Arise, My Love               | Hans Dreier en Robert Usher                                                                                    |                 |
| Arizona                      | Lionel Banks en Robert Peterson                                                                                |                 |
| The Boys from Syracuse       | John Otterson                                                                                                  |                 |
| The Dark Command             | John Victor Mackay                                                                                             |                 |
| Foreign Correspondent        | Alexander Golitzen                                                                                             |                 |
| Lillian Russell              | Richard Day en Joseph C. Wright                                                                                |                 |
| My Favorite Wife             | Van Nest Polglase en Mark-Lee Kirk                                                                             |                 |
| My Son, My Son!              | John DuCasse Schulze                                                                                           |                 |
| Our Town                     | Lewis J. Rachmil                                                                                               |                 |
| Rebecca                      | Lyle Wheeler                                                                                                   |                 |
| The Sea Hawk                 | Anton Grot |                 |
| The Westerner                | James Basevi                                                                                                   |                 |
| Kleur                        | |                 |
| The Thief of Bagdad          | Vincent Korda                                                                                                  |                 |
| Bitter Sweet                 | Cedric Gibbons en John S. Detlie                                                                               |                 |
| Down Argentine Way           | Richard Day en Joseph C. Wright                                                                                |                 |
| North West Mounted Police    | Hans Dreier en Roland Anderson                                                                                 |                 |
| 1941 (14e)                   | |                 |
| Zwart-wit                    | |                 |
| How Green Was My Valley      | Artdirection: Richard Day en Nathan Juran • Interieur decoratie: Thomas Little                                 |                 |
| Citizen Kane                 | Artdirection: Perry Ferguson en Van Nest Polglase • Interieur decoratie: Al Fields en Darrell Silvera          |                 |
| The Flame of New Orleans     | Artdirection: Martin Obzina en Jack Otterson • Interieur decoratie: Russell A. Gausman                         |                 |
| Hold Back the Dawn           | Artdirection: Hans Dreier en Robert Usher • Interieur decoratie: Sam Comer                                     |                 |
| Ladies in Retirement         | Artdirection: Lionel Banks • Interieur decoratie: George Montgomery                                            |                 |
| The Little Foxes             | Artdirection: Stephen Goosson • Interieur decoratie: Howard Bristol                                            |                 |
| Sergeant York                | Artdirection: John Hughes • Interieur decoratie: Fred MacLean                                                  |                 |
| Sis Hopkins                  | Dit is geen officiële nominatie, deze is ingetrokken door Republic Studios                                     |                 |
| The Son of Monte Cristo      | Artdirection: John DuCasse Schulze • Interieur decoratie: Edward G. Boyle                                      |                 |
| Sundown                      | Artdirection: Alexander Golitzen • Interieur decoratie: Richard Irvine                                         |                 |
| That Hamilton Woman          | Artdirection: Vincent Korda • Interieur decoratie: Julia Heron                                                 |                 |
| When Ladies Meet             | Artdirection: Cedric Gibbons en Randall Duell • Interieur decoratie: Edwin B. Willis                           |                 |
| Kleur                        | |                 |
| Blossoms in the Dust         | Artdirection: Cedric Gibbons en Urie McCleary • Interieur decoratie: Edwin B. Willis                           |                 |
| Blood and Sand               | Artdirection: Richard Day en Joseph C. Wright • Interieur decoratie: Thomas Little                             |                 |
| Louisiana Purchase           | Artdirection: Raoul Pene du Bois • Interieur decoratie: Stephen A. Seymour                                     |                 |
| 1942 (15e)                   | |                 |
| Zwart-wit                    | |                 |
| This Above All               | Artdirection: Richard Day en Joseph Wright • Interieur decoratie: Thomas Little                                |                 |
| George Washington Slept Here | Artdirection: Max Parker en Mark-Lee Kirk • Interieur decoratie: Casey Roberts                                 |                 |
| The Magnificent Ambersons    | Artdirection: Albert S. D'Agostino • Interieur decoratie: Darrell Silvera en Al Fields                         |                 |
| The Pride of the Yankees     | Artdirection: Perry Ferguson • Interieur decoratie: Howard Bristol                                             |                 |
| Random Harvest               | Artdirection: Cedric Gibbons en Randall Duell • Interieur decoratie: Edwin B. Willis en Jack Moore             |                 |
| The Shanghai Gesture         | Artdirection: Boris Leven • Interieur decoratie: Boris Leven                                                   |                 |
| Silver Queen                 | Artdirection: Ralph Berger • Interieur decoratie: Emile Kuri                                                   |                 |
| The Spoilers                 | Artdirection: Jack Otterson en John B. Goodman • Interieur decoratie: Russell A. Gausman en Edward R. Robinson |                 |
| Take a Letter, Darling       | Artdirection: Hans Dreier en Roland Anderson • Interieur decoratie: Sam Comer                                  |                 |
| The Talk of the Town         | Artdirection: Lionel Banks en Rudolph Sternad • Interieur decoratie: Fay Babcock                               |                 |
| Kleur                        | |                 |
| My Gal Sal                   | Artdirection: Richard Day en Joseph Wright • Interieur decoratie: Thomas Little                                |                 |
| Arabian Nights               | Artdirection: Jack Otterson en Alexander Golitzen • Interieur decoratie: Russell A. Gausman en Ira S. Webb     |                 |
| Captains of the Clouds       | Artdirection: Ted Smith • Interieur decoratie: Casey Roberts                                                   |                 |
| Jungle Book                  | Artdirection: Vincent Korda • Interieur decoratie: Julia Heron                                                 |                 |
| Reap the Wild Wind           | Artdirection: Hans Dreier en Roland Anderson • Interieur decoratie: George Sawley                              |                 |
| 1943 (16e)                   | |                 |
| Zwart-wit                    | |                 |
| The Song of Bernadette       | Artdirection: James Basevi en William Darling • Interieur decoratie: Thomas Little                             |                 |
| Five Graves to Cairo         | Artdirection: Hans Dreier en Ernst Fegte • Interieur decoratie: Bertram Granger                                |                 |
| Flight for Freedom           | Artdirection: Albert S. D'Agostino en Carroll Clark • Interieur decoratie: Darrell Silvera en Harley Miller    |                 |
| Madame Curie                 | Artdirection: Cedric Gibbons en Paul Groesse • Interieur decoratie: Edwin B. Willis en Hugh Hunt               |                 |
| Mission to Moscow            | Artdirection: Carl Weyl • Interieur decoratie: George J. Hopkins                                               |                 |
| The North Star               | Artdirection: Perry Ferguson • Interieur decoratie: Howard Bristol                                             |                 |
| Kleur                        | |                 |
| Phantom of the Opera         | Artdirection: John B. Goodman en Alexander Golitzen • Interieur decoratie: Russell A. Gausman en Ira S. Webb   |                 |
| For Whom the Bell Tolls      | Artdirection: Hans Dreier en Haldane Douglas • Interieur decoratie: Bertram Granger                            |                 |
| The Gang's All Here          | Artdirection: James Basevi en Joseph C. Wright • Interieur decoratie: Thomas Little                            |                 |
| This Is the Army             | Artdirection: John Hughes en Lt. John Koenig • Interieur decoratie: George J. Hopkins                          |                 |
| Thousands Cheer              | Artdirection: Cedric Gibbons en Daniel Cathcart • Interieur decoratie: Edwin B. Willis en Jacques Mersereau    |                 |
| 1944 (17e)                   | |                 |
| Zwart-wit                    | |                 |
| Gaslight                     | Artdirection: Cedric Gibbons en William Ferrari • Interieur decoratie: Edwin B. Willis en Paul Huldschinsky    |                 |
| Address Unknown              | Artdirection: Lionel Banks en Walter Holscher • Interieur decoratie: Joseph Kish                               |                 |
| The Adventures of Mark Twain | Artdirection: John J. Hughes • Interieur decoratie: Fred MacLean                                               |                 |
| Casanova Brown               | Artdirection: Perry Ferguson • Interieur decoratie: Julia Heron                                                |                 |
| Laura                        | Artdirection: Lyle Wheeler en Leland Fuller • Interieur decoratie: Thomas Little                               |                 |
| No Time for Love             | Artdirection: Hans Dreier en Robert Usher • Interieur decoratie: Sam Comer                                     |                 |
| Since You Went Away          | Artdirection: Mark-Lee Kirk • Interieur decoratie: Victor A. Gangelin                                          |                 |
| Song of the Open Road        | Dit is geen officiële nominatie, deze is ingetrokken door de filmstudio                                        |                 |
| Step Lively                  | Artdirection: Albert S. D'Agostino en Carroll Clark • Interieur decoratie: Darrell Silvera en Claude Carpenter |                 |
| Kleur                        | |                 |
| Wilson                       | Artdirection: Wiard Ihnen • Interieur decoratie: Thomas Little                                                 |                 |
| The Climax                   | Artdirection: John B. Goodman en Alexander Golitzen • Interieur decoratie: Russell A. Gausman en Ira S. Webb   |                 |
| Cover Girl                   | Artdirection: Lionel Banks en Cary Odell • Interieur decoratie: Fay Babcock                                    |                 |
| The Desert Song              | Artdirection: Charles Novi • Interieur decoratie: Jack McConaghy                                               |                 |
| Kismet                       | Artdirection: Cedric Gibbons en Daniel B. Cathcart • Interieur decoratie: Edwin B. Willis en Richard Pefferle  |                 |
| Lady in the Dark             | Artdirection: Hans Dreier en Raoul Pene du Bois • Interieur decoratie: Ray Moyer                               |                 |
| The Princess and the Pirate  | Artdirection: Ernst Fegte • Interieur decoratie: Howard Bristol                                                |                 |
| 1945 (18e)                   | |                 |
| Zwart-wit                    | |                 |
| Blood on the Sun             | Artdirection: Wiard Ihnen • Interieur decoratie: A. Roland Fields                                              |                 |
| Experiment Perilous          | Artdirection: Albert S. D'Agostino en Jack Okey • Interieur decoratie: Darrell Silvera en Claude Carpenter     |                 |
| The Keys of the Kingdom      | Artdirection: James Basevi en William Darling • Interieur decoratie: Thomas Little en Frank E. Hughes          |                 |
| Love Letters                 | Artdirection: Hans Dreier en Roland Anderson • Interieur decoratie: Sam Comer en Ray Moyer                     |                 |
| The Picture of Dorian Gray   | Artdirection: Cedric Gibbons en Hans Peters • Interieur decoratie: Edwin B. Willis, Hugh Hunt en John Bonar    |                 |
| Kleur                        | |                 |
| Frenchman's Creek            | Artdirection: Hans Dreier en Ernst Fegte • Interieur decoratie: Sam Comer                                      |                 |
| Leave Her to Heaven          | Artdirection: Lyle Wheeler en Maurice Ransford • Interieur decoratie: Thomas Little                            |                 |
| National Velvet              | Artdirection: Cedric Gibbons en Urie McCleary • Interieur decoratie: Edwin B. Willis en Mildred Griffiths      |                 |
| San Antonio                  | Artdirection: Ted Smith • Interieur decoratie: Jack McConaghy                                                  |                 |
| A Thousand and One Nights    | Artdirection: Stephen Goosson en Rudolph Sternad • Interieur decoratie: Frank Tuttle                           |                 |
| 1946 (19e)                   | |                 |
| Zwart-wit                    | |                 |
| Anna and the King of Siam    | Artdirection: Lyle Wheeler en William Darling • Interieur decoratie: Thomas Little en Frank E. Hughes          |                 |
| Kitty                        | Artdirection: Hans Dreier en Walter Tyler • Interieur decoratie: Sam Comer en Ray Moyer                        |                 |
| The Razor's Edge             | Artdirection: Richard Day en Nathan Juran • Interieur decoratie: Thomas Little en Paul S. Fox                  |                 |
| Kleur                        | |                 |
| The Yearling                 | Artdirection: Cedric Gibbons en Paul Groesse • Interieur decoratie: Edwin B. Willis                            |                 |
| Caesar and Cleopatra         | John Bryan |                 |
| Henry V                      | Artdirection: Paul Sheriff en Carmen Dillon                                                                    |                 |
| 1947 (20e)                   | |                 |
| Zwart-wit                    | |                 |
| Great Expectations           | Artdirection: John Bryan • Set decoratie: Wilfred Shingleton                                                   |                 |
| The Foxes of Harrow          | Artdirection: Lyle Wheeler en Maurice Ransford • Set decoratie: Thomas Little en Paul S. Fox                   |                 |
| Kleur                        | |                 |
| Black Narcissus              | Artdirection: Alfred Junge • Set decoratie: Alfred Junge                                                       |                 |
| Life with Father             | Artdirection: Robert M. Haas • Set decoratie: George James Hopkins                                             |                 |
| 1948 (21e)                   | |                 |
| Zwart-wit                    | |                 |
| Hamlet                       | Artdirection: Roger K. Furse • Set decoratie: Carmen Dillon                                                    |                 |
| Johnny Belinda               | Artdirection: Robert Haas • Set decoratie: William Wallace                                                     |                 |
| Kleur                        | |                 |
| The Red Shoes                | Artdirection: Hein Heckroth • Set decoratie: Arthur Lawson                                                     |                 |
| Joan of Arc                  | Artdirection: Richard Day • Set decoratie: Edwin Casey Roberts en Joseph Kish                                  |                 |
| 1949 (22e)                   | |                 |
| Zwart-wit                    | |                 |
| The Heiress                  | Artdirection: Harry Horner en John Meehan • Set decoratie: Emile Kuri                                          |                 |
| Come to the Stable           | Artdirection: Lyle Wheeler en Joseph C. Wright • Set decoratie: Thomas Little en Paul S. Fox                   |                 |
| Madame Bovary                | Artdirection: Cedric Gibbons en Jack Martin Smith • Set decoratie: Edwin B. Willis en Richard A. Pefferle      |                 |
| Kleur                        | |                 |
| Little Women                 | Artdirection: Cedric Gibbons en Paul Groesse • Set decoratie: Edwin B. Willis en Jack D. Moore                 |                 |
| The Adventures of Don Juan   | Artdirection: Edward Carrere • Set decoratie: Lyle Reifsnider                                                  |                 |
| Saraband                     | Artdirection: Jim Morahan, William Kellner en Michael Relph                                                    |                 |

### 1950-1959
| Jaar                               | Film | Genomineerde(n) |
| ---------------------------------- | --- | --------------- |
| 1950 (23e)                         | |                 |
| Zwart-wit                          | |                 |
| Sunset Blvd.                       | Artdirection: Hans Dreier en John Meehan • Set decoratie: Sam Comer en Ray Moyer                                                                                  |                 |
| All About Eve                      | Artdirection: Lyle Wheeler en George W. Davis • Set decoratie: Thomas Little en Walter M. Scott                                                                   |                 |
| The Red Danube                     | Artdirection: Cedric Gibbons en Hans Peters • Set decoratie: Edwin B. Willis en Hugh Hunt                                                                         |                 |
| Kleur                              | |                 |
| Samson and Delilah                 | Artdirection: Hans Dreier en Walter Tyler • Set decoratie: Sam Comer en Ray Moyer                                                                                 |                 |
| Annie Get Your Gun                 | Artdirection: Cedric Gibbons en Paul Groesse • Set decoratie: Edwin B. Willis en Richard A. Pefferle                                                              |                 |
| Destination Moon                   | Artdirection: Ernst Fegte • Set decoratie: George Sawley |                 |
| 1951 (24e)                         | |                 |
| Zwart-wit                          | |                 |
| A Streetcar Named Desire           | Artdirection: Richard Day • Set decoratie: George James Hopkins                                                                                                   |                 |
| Fourteen Hours                     | Artdirection: Lyle Wheeler en Leland Fuller • Set decoratie: Thomas Little en Fred J. Rode                                                                        |                 |
| House on Telegraph Hill            | Artdirection: Lyle Wheeler en John DeCuir • Set decoratie: Thomas Little en Paul S. Fox                                                                           |                 |
| La Ronde                           | D'Eaubonne |                 |
| Too Young to Kiss                  | Artdirection: Cedric Gibbons en Paul Groesse • Set decoratie: Edwin B. Willis en Jack D. Moore                                                                    |                 |
| Kleur                              | |                 |
| An American in Paris               | Artdirection: Cedric Gibbons en Preston Ames • Set decoratie: Edwin B. Willis en Keogh Gleason                                                                    |                 |
| David and Bathsheba                | Artdirection: Lyle Wheeler en George Davis • Set decoratie: Thomas Little en Paul S. Fox                                                                          |                 |
| On the Riviera                     | Artdirection: Lyle Wheeler en Leland Fuller • Muzikale aankleding: Joseph C. Wright • Set decoratie: Thomas Little en Walter M. Scott                             |                 |
| Quo Vadis                          | Artdirection: William A. Horning, Cedric Gibbons en Edward Carfagno • Set decoratie: Hugh Hunt                                                                    |                 |
| The Tales of Hoffmann              | Hein Heckroth |                 |
| 1952 (25e)                         | |                 |
| Zwart-wit                          | |                 |
| The Bad and the Beautiful          | Artdirection: Cedric Gibbons en Edward Carfagno • Set decoratie: Edwin B. Willis en Keogh Gleason                                                                 |                 |
| Carrie                             | Artdirection: Hal Pereira en Roland Anderson • Set decoratie: Emile Kuri                                                                                          |                 |
| My Cousin Rachel                   | Artdirection: Lyle Wheeler en John DeCuir • Set decoratie: Walter M. Scott                                                                                        |                 |
| Rashomon                           | Artdirection: Matsuyama • Set decoratie: H. Motsumoto |                 |
| Viva Zapata!                       | Artdirection: Lyle Wheeler en Leland Fuller • Set decoratie: Thomas Little en Claude Carpenter                                                                    |                 |
| Kleur                              | |                 |
| Moulin Rouge                       | Artdirection: Paul Sheriff • Set decoratie: Marcel Vertes |                 |
| Hans Christian Andersen            | Artdirection: Richard Day en Clave • Set decoratie: Howard Bristol                                                                                                |                 |
| The Merry Widow                    | Artdirection: Cedric Gibbons en Paul Groesse • Set decoratie: Edwin B. Willis en Arthur Krams                                                                     |                 |
| The Quiet Man                      | Artdirection: Frank Hotaling • Set decoratie: John McCarthy jr. en Charles Thompson                                                                               |                 |
| The Snows of Kilimanjaro           | Artdirection: Lyle Wheeler en John DeCuir • Set decoratie: Thomas Little en Paul S. Fox                                                                           |                 |
| 1953 (26e)                         | |                 |
| Zwart-wit                          | |                 |
| Julius Caesar                      | Artdirection: Cedric Gibbons en Edward Carfagno • Set decoratie: Edwin B. Willis en Hugh Hunt                                                                     |                 |
| Martin Luther                      | Artdirection: Fritz Maurischat en Paul Markwitz |                 |
| The President's Lady               | Artdirection: Lyle Wheeler en Leland Fuller • Set decoratie: Paul S. Fox                                                                                          |                 |
| Roman Holiday                      | Artdirection: Hal Pereira en Walter Tyler |                 |
| Titanic                            | Artdirection: Lyle Wheeler en Maurice Ransford • Set decoratie: Stuart Reiss                                                                                      |                 |
| Kleur                              | |                 |
| The Robe                           | Artdirection: Lyle Wheeler en George W. Davis • Set decoratie: Walter M. Scott en Paul S. Fox                                                                     |                 |
| Knights of the Round Table         | Artdirection: Alfred Junge en Hans Peters • Set decoratie: John Jarvis                                                                                            |                 |
| Lili                               | Artdirection: Cedric Gibbons en Paul Groesse • Set decoratie: Edwin B. Willis en Arthur Krams                                                                     |                 |
| The Story of Three Loves           | Artdirection: Cedric Gibbons, Preston Ames, Edward Carfagno en Gabriel Scognamillo • Set decoratie: Edwin B. Willis, Keogh Gleason, Arthur Krams en Jack D. Moore |                 |
| Young Bess                         | Artdirection: Cedric Gibbons en Urie McCleary • Set decoratie: Edwin B. Willis en Jack D. Moore                                                                   |                 |
| 1954 (27e)                         | |                 |
| Zwart-wit                          | |                 |
| On the Waterfront                  | Richard Day |                 |
| The Country Girl                   | Artdirection: Hal Pereira en Roland Anderson • Set decoratie: Sam Comer en Grace Gregory                                                                          |                 |
| Executive Suite                    | Artdirection: Cedric Gibbons en Edward Carfagno • Set decoratie: Edwin B. Willis en Emile Kuri                                                                    |                 |
| Le Plaisir                         | Max Ophüls |                 |
| Sabrina                            | Artdirection: Hal Pereira en Walter Tyler • Set decoratie: Sam Comer en Ray Moyer                                                                                 |                 |
| Kleur                              | |                 |
| 20,000 Leagues Under the Sea       | Artdirection: John Meehan • Set decoratie: Emile Kuri |                 |
| Brigadoon                          | Artdirection: Cedric Gibbons en Preston Ames • Set decoratie: Edwin B. Willis en Keogh Gleason                                                                    |                 |
| Desiree                            | Artdirection: Lyle Wheeler en Leland Fuller • Set decoratie: Walter M. Scott en Paul S. Fox                                                                       |                 |
| Red Garters                        | Artdirection: Hal Pereira en Roland Anderson • Set decoratie: Sam Comer en Ray Moyer                                                                              |                 |
| A Star Is Born                     | Artdirection: Malcolm Bert, Gene Allen en Irene Sharaff • Set decoratie: George James Hopkins                                                                     |                 |
| 1955 (28e)                         | |                 |
| Zwart-wit                          | |                 |
| The Rose Tattoo                    | Artdirection: Hal Pereira en Tambi Larsen • Set decoratie: Sam Comer en Arthur Krams                                                                              |                 |
| Blackboard Jungle                  | Artdirection: Cedric Gibbons en Randall Duell • Set decoratie: Edwin B. Willis en Henry Grace                                                                     |                 |
| I'll Cry Tomorrow                  | Artdirection: Cedric Gibbons en Malcolm Brown • Set decoratie: Edwin B. Willis en Hugh B. Hunt                                                                    |                 |
| The Man with the Golden Arm        | Artdirection: Joseph C. Wright • Set decoratie: Darrell Silvera                                                                                                   |                 |
| Marty                              | Artdirection: Edward S. Haworth en Walter Simonds • Set decoratie: Robert Priestley                                                                               |                 |
| Kleur                              | |                 |
| Picnic                             | Artdirection: William Flannery en Jo Mielziner • Set decoratie: Robert Priestley                                                                                  |                 |
| Daddy Long Legs                    | Artdirection: Lyle Wheeler en John DeCuir • Set decoratie: Walter M. Scott en Paul S. Fox                                                                         |                 |
| Guys and Dolls                     | Artdirection: Oliver Smith en Joseph C. Wright • Set decoratie: Howard Bristol                                                                                    |                 |
| Love Is a Many-Splendored Thing    | Artdirection: Lyle Wheeler en George W. Davis • Set decoratie: Walter M. Scott en Jack Stubbs                                                                     |                 |
| To Catch a Thief                   | Artdirection: Hal Pereira en Joseph McMillan Johnson • Set decoratie: Sam Comer en Arthur Krams                                                                   |                 |
| 1956 (29e)                         | |                 |
| Zwart-wit                          | |                 |
| Somebody Up There Likes Me         | Artdirection: Cedric Gibbons en Malcolm F. Brown • Set decoratie: Edwin B. Willis en F. Keogh Gleason                                                             |                 |
| The Magnificent Seven              | Takashi Matsuyama |                 |
| The Proud and Profane              | Artdirection: Hal Pereira en A. Earl Hedrick • Set decoratie: Samuel M. Comer en Frank R. McKelvy                                                                 |                 |
| The Solid Gold Cadillac            | Artdirection: Ross Bellah • Set decoratie: William R. Kiernan en Louis Diage                                                                                      |                 |
| Teenage Rebel                      | Artdirection: Lyle R. Wheeler en Jack Martin Smith • Set decoratie: Walter M. Scott en Stuart A. Reiss                                                            |                 |
| Kleur                              | |                 |
| The King and I                     | Artdirection: Lyle R. Wheeler en John DeCuir • Set decoratie: Walter M. Scott en Paul S. Fox                                                                      |                 |
| Around the World in 80 Days        | Artdirection: James W. Sullivan en Ken Adam • Set decoratie: Ross J. Dowd                                                                                         |                 |
| Giant                              | Artdirection: Boris Leven • Set decoratie: Ralph S. Hurst |                 |
| Lust for Life                      | Artdirection: Cedric Gibbons, Hans Peters en Preston Ames • Set decoratie: Edwin B. Willis en F. Keogh Gleason                                                    |                 |
| The Ten Commandments               | Artdirection: Hal Pereira, Walter H. Tyler en Albert Nozaki • Set decoratie: Samuel M. Comer en Ray Moyer                                                         |                 |
| 1957 (30e)                         | |                 |
| Sayonara                           | Artdirection: Ted Haworth • Set decoratie: Robert Priestley |                 |
| Funny Face                         | Artdirection: Hal Pereira en George W. Davis • Set decoratie: Sam Comer en Ray Moyer                                                                              |                 |
| Les Girls                          | Artdirection: William A. Horning en Gene Allen • Set decoratie: Edwin B. Willis en Richard Pefferle                                                               |                 |
| Pal Joey                           | Artdirection: Walter Holscher • Set decoratie: William Kiernan en Louis Diage                                                                                     |                 |
| Raintree County                    | Artdirection: William A. Horning en Urie McCleary • Set decoratie: Edwin B. Willis en Hugh Hunt                                                                   |                 |
| 1958 (31e)                         | |                 |
| Gigi                               | Artdirection: William A. Horning en Preston Ames • Set decoratie: Henry Grace en Keogh Gleason                                                                    |                 |
| Auntie Mame                        | Artdirection: Malcolm Bert • Set decoratie: George James Hopkins                                                                                                  |                 |
| Bell, Book and Candle              | Artdirection: Cary Odell • Set decoratie: Louis Diage |                 |
| A Certain Smile                    | Artdirection: Lyle R. Wheeler en John DeCuir • Set decoratie: Walter M. Scott en Paul S. Fox                                                                      |                 |
| Vertigo                            | Artdirection: Hal Pereira en Henry Bumstead • Set decoratie: Sam Comer en Frank McKelvy                                                                           |                 |
| 1959 (32e)                         | |                 |
| Zwart-wit                          | |                 |
| The Diary of Anne Frank            | Artdirection: Lyle R. Wheeler en George W. Davis • Set decoratie: Walter M. Scott en Stuart A. Reiss                                                              |                 |
| Career                             | Artdirection: Hal Pereira en Walter Tyler • Set decoratie: Sam Comer en Arthur Krams                                                                              |                 |
| The Last Angry Man                 | Artdirection: Carl Anderson • Set decoratie: William Kiernan |                 |
| Some Like It Hot                   | Artdirection: Ted Haworth • Set decoratie: Edward G. Boyle |                 |
| Suddenly, Last Summer              | Artdirection: Oliver Messel en William Kellner • Set decoratie: Scot Slimon                                                                                       |                 |
| Kleur                              | |                 |
| Ben-Hur                            | Artdirection: William A. Horning en Edward Carfagno • Set decoratie: Hugh Hunt                                                                                    |                 |
| The Big Fisherman                  | Artdirection: John DeCuir • Set decoratie: Julia Heron |                 |
| Journey to the Center of the Earth | Artdirection: Lyle R. Wheeler, Franz Bachelin en Herman A. Blumenthal • Set decoratie: Walter M. Scott en Joseph Kish                                             |                 |
| North by Northwest                 | Artdirection: William A. Horning, Robert Boyle en Merrill Pye • Set decoratie: Henry Grace en Frank McKelvy                                                       |                 |
| Pillow Talk                        | Artdirection: Richard H. Riedel • Set decoratie: Russell A. Gausman en Ruby R. Levitt                                                                             |                 |

### 1960-1969
| Jaar                                      | Film | Genomineerde(n) |
| ----------------------------------------- | --- | --------------- |
| 1960 (33e)                                | |                 |
| Zwart-wit                                 | |                 |
| The Apartment                             | Artdirection: Alexander Trauner • Set decoratie: Edward G. Boyle |                 |
| The Facts of Life                         | Artdirection: Joseph McMillan Johnson en Kenneth A. Reid • Set decoratie: Ross Dowd |                 |
| Psycho                                    | Artdirection: Joseph Hurley en Robert Clatworthy • Set decoratie: George Milo |                 |
| Sons and Lovers                           | Artdirection: Tom Morahan • Set decoratie: Lionel Couch |                 |
| Visit to a Small Planet                   | Artdirection: Hal Pereira en Walter Tyler • Set decoratie: Sam Comer en Arthur Krams                                                                                                   |                 |
| Kleur                                     | |                 |
| Spartacus                                 | Artdirection: Alexander Golitzen en Eric Orbom • Set decoratie: Russell A. Gausman en Julia Heron                                                                                      |                 |
| Cimarron                                  | Artdirection: George W. Davis en Addison Hehr • Set decoratie: Henry Grace, Hugh Hunt en Otto Siegel                                                                                   |                 |
| It Started in Naples                      | Artdirection: Hal Pereira en Roland Anderson • Set decoratie: Sam Comer en Arrigo Breschi                                                                                              |                 |
| Pepe                                      | Artdirection: Ted Haworth • Set decoratie: William Kiernan |                 |
| Sunrise at Campobello                     | Artdirection: Edward Carrere • Set decoratie: George James Hopkins |                 |
| 1961 (34e)                                | |                 |
| Zwart-wit                                 | |                 |
| The Hustler                               | Artdirection: Harry Horner • Set decoratie: Gene Callahan |                 |
| The Absent-Minded Professor               | Artdirection: Carroll Clark • Set decoratie: Emile Kuri en Hal Gausman |                 |
| The Children's Hour                       | Artdirection: Fernando Carrere • Set decoratie: Edward G. Boyle |                 |
| Judgment at Nuremberg                     | Artdirection: Rudolph Sternad • Set decoratie: George Milo |                 |
| La Dolce Vita                             | Piero Gherardi |                 |
| Kleur                                     | |                 |
| West Side Story                           | Artdirection: Boris Leven • Set decoratie: Victor A. Gangelin |                 |
| Breakfast at Tiffany's                    | Artdirection: Hal Pereira en Roland Anderson • Set decoratie: Sam Comer en Ray Moyer                                                                                                   |                 |
| El Cid                                    | Artdirection: Veniero Colasanti en John Moore |                 |
| Flower Drum Song                          | Artdirection: Alexander Golitzen en Joseph Wright • Set decoratie: Howard Bristol |                 |
| Summer and Smoke                          | Artdirection: Hal Pereira en Walter Tyler • Set decoratie: Sam Comer en Arthur Krams                                                                                                   |                 |
| 1962 (35e)                                | |                 |
| Zwart-wit                                 | |                 |
| To Kill a Mockingbird                     | Artdirection: Alexander Golitzen en Henry Bumstead • Set decoratie: Oliver Emert |                 |
| Days of Wine and Roses                    | Artdirection: Joseph Wright • Set decoratie: George James Hopkins |                 |
| The Longest Day                           | Artdirection: Ted Haworth, Leon Barsacq en Vincent Korda • Set decoratie: Gabriel Bechir                                                                                               |                 |
| Period of Adjustment                      | Artdirection: George W. Davis en Edward Carfagno • Set decoratie: Henry Grace en Dick Pefferle                                                                                         |                 |
| The Pigeon That Took Rome                 | Artdirection: Hal Pereira en Roland Anderson • Set decoratie: Sam Comer en Frank R. McKelvy                                                                                            |                 |
| Kleur                                     | |                 |
| Lawrence of Arabia                        | Artdirection: John Box en John Stoll • Set decoratie: Dario Simoni |                 |
| Meredith Willson's The Music Man          | Artdirection: Paul Groesse • Set decoratie: George James Hopkins |                 |
| Mutiny on the Bounty                      | Artdirection: George W. Davis en J. McMillan Johnson • Set decoratie: Henry Grace en Hugh Hunt                                                                                         |                 |
| That Touch of Mink                        | Artdirection: Alexander Golitzen en Robert Clatworthy • Set decoratie: George Milo |                 |
| The Wonderful World of the Brothers Grimm | Artdirection: George W. Davis en Edward Carfagno • Set decoratie: Henry Grace en Dick Pefferle                                                                                         |                 |
| 1963 (36e)                                | |                 |
| Zwart-wit                                 | |                 |
| America, America                          | Gene Callahan |                 |
| Federico Fellini's 8½                     | Piero Gherardi |                 |
| Hud                                       | Artdirection: Hal Pereira en Tambi Larsen • Set decoratie: Sam Comer en Robert Benton                                                                                                  |                 |
| Love with the Proper Stranger             | Artdirection: Hal Pereira en Roland Anderson • Set decoratie: Sam Comer en Grace Gregory                                                                                               |                 |
| Twilight of Honor                         | Artdirection: George W. Davis en Paul Groesse • Set decoratie: Henry Grace en Hugh Hunt                                                                                                |                 |
| Kleur                                     | |                 |
| Cleopatra                                 | Artdirection: John DeCuir, Jack Martin Smith, Hilyard Brown, Herman Blumenthal, Elven Webb, Maurice Pelling en Boris Juraga • Set decoratie: Walter M. Scott, Paul S. Fox en Ray Moyer |                 |
| The Cardinal                              | Artdirection: Lyle Wheeler • Set decoratie: Gene Callahan |                 |
| Come Blow Your Horn                       | Artdirection: Hal Pereira en Roland Anderson • Set decoratie: Sam Comer en James Payne                                                                                                 |                 |
| How the West Was Won                      | Artdirection: George W. Davis, William Ferrari en Addison Hehr • Set decoratie: Henry Grace, Don Greenwood jr. en Jack Mills                                                           |                 |
| Tom Jones                                 | Artdirection: Ralph Brinton, Ted Marshall en Jocelyn Herbert • Set decoratie: Josie MacAvin                                                                                            |                 |
| 1964 (37e)                                | |                 |
| Zwart-wit                                 | |                 |
| Zorba the Greek                           | Vassilis Fotopoulos |                 |
| The Americanization of Emily              | Artdirection: George W. Davis, Hans Peters en Elliot Scott • Set decoratie: Henry Grace en Robert R. Benton                                                                            |                 |
| Hush... Hush, Sweet Charlotte             | Artdirection: William Glasgow • Set decoratie: Raphael Bretton |                 |
| The Night of the Iguana                   | Stephen Grimes |                 |
| Seven Days in May                         | Artdirection: Cary Odell • Set decoratie: Edward G. Boyle |                 |
| Kleur                                     | |                 |
| My Fair Lady                              | Artdirection: Gene Allen en Cecil Beaton • Set decoratie: George James Hopkins |                 |
| Becket                                    | Artdirection: John Bryan en Maurice Carter • Set decoratie: Patrick McLoughlin en Robert Cartwright                                                                                    |                 |
| Mary Poppins                              | Artdirection: Carroll Clark en William H. Tuntke • Set decoratie: Emile Kuri en Hal Gausman                                                                                            |                 |
| The Unsinkable Molly Brown                | Artdirection: George W. Davis en Preston Ames • Set decoratie: Henry Grace, Hugh Hunt                                                                                                  |                 |
| What a Way to Go!                         | Artdirection: Jack Martin Smith en Ted Haworth • Set decoratie: Walter M. Scott en Stuart A. Reiss                                                                                     |                 |
| 1965 (38e)                                | |                 |
| Zwart-wit                                 | |                 |
| Ship of Fools                             | Artdirection: Robert Clatworthy • Set decoratie: Joseph Kish |                 |
| King Rat                                  | Artdirection: Robert Emmet Smith • Set decoratie: Frank Tuttle |                 |
| A Patch of Blue                           | Artdirection: George W. Davis en Urie McCleary • Set decoratie: Henry Grace en Charles S. Thompson                                                                                     |                 |
| The Slender Thread                        | Artdirection: Hal Pereira en Jack Poplin • Set decoratie: Robert Benton en Joseph Kish                                                                                                 |                 |
| The Spy Who Came in from the Cold         | Artdirection: Hal Pereira, Tambi Larsen en Edward Marshall • Set decoratie: Josie MacAvin                                                                                              |                 |
| Kleur                                     | |                 |
| Doctor Zhivago                            | Artdirection: John Box en Terry Marsh • Set decoratie: Dario Simoni |                 |
| The Agony and the Ecstasy                 | Artdirection: John DeCuir en Jack Martin Smith • Set decoratie: Dario Simoni |                 |
| The Greatest Story Ever Told              | Artdirection: Richard Day, William Creber en David Hall • Set decoratie: Ray Moyer, Fred MacLean en Norman Rockett                                                                     |                 |
| Inside Daisy Clover                       | Artdirection: Robert Clatworthy • Set decoratie: George James Hopkins |                 |
| The Sound of Music                        | Artdirection: Boris Leven • Set decoratie: Walter M. Scott en Ruby Levitt |                 |
| 1966 (39e)                                | |                 |
| Zwart-wit                                 | |                 |
| Who's Afraid of Virginia Woolf?           | Artdirection: Richard Sylbert • Set decoratie: George James Hopkins |                 |
| The Fortune Cookie                        | Artdirection: Robert Luthardt • Set decoratie: Edward G. Boyle |                 |
| The Gospel According to St. Matthew       | Luigi Scaccianoce |                 |
| Is Paris Burning?                         | Artdirection: Willy Holt • Set decoratie: Marc Frederix en Pierre Guffroy |                 |
| Mister Buddwing                           | Artdirection: George W. Davis en Paul Groesse • Set decoratie: Henry Grace en Hugh Hunt                                                                                                |                 |
| Kleur                                     | |                 |
| Fantastic Voyage                          | Artdirection: Jack Martin Smith en Dale Hennesy • Set decoratie: Walter M. Scott en Stuart A. Reiss                                                                                    |                 |
| Gambit                                    | Artdirection: Alexander Golitzen en George C. Webb • Set decoratie: John McCarthy en John Austin                                                                                       |                 |
| Juliet of the Spirits                     | Piero Gherardi |                 |
| The Oscar                                 | Artdirection: Hal Pereira en Arthur Lonergan • Set decoratie: Robert Benton en James Payne                                                                                             |                 |
| The Sand Pebbles                          | Artdirection: Boris Leven • Set decoratie: Walter M. Scott, John Sturtevant en William Kiernan                                                                                         |                 |
| 1967 (40e)                                | |                 |
| Camelot                                   | Artdirection: John Truscott en Edward Carrere • Set decoratie: John W. Brown |                 |
| Doctor Dolittle                           | Artdirection: Mario Chiari, Jack Martin Smith en Ed Graves • Set decoratie: Walter M. Scott en Stuart A. Reiss                                                                         |                 |
| Guess Who's Coming to Dinner              | Artdirection: Robert Clatworthy • Set decoratie: Frank Tuttle |                 |
| The Taming of the Shrew                   | Artdirection: Renzo Mongiardino, John DeCuir, Elven Webb en Giuseppe Mariani • Set decoratie: Dario Simoni en Luigi Gervasi                                                            |                 |
| Thoroughly Modern Millie                  | Artdirection: Alexander Golitzen en George C. Webb • Set decoratie: Howard Bristol |                 |
| 1968 (41e)                                | |                 |
| Oliver!                                   | Artdirection: John Box en Terence Marsh • Set decoratie: Vernon Dixon en Ken Muggleston                                                                                                |                 |
| 2001: A Space Odyssey                     | Artdirection: Tony Masters, Harry Lange en Ernie Archer |                 |
| The Shoes of the Fisherman                | Artdirection: George W. Davis en Edward Carfagno |                 |
| Star!                                     | Artdirection: Boris Leven • Set decoratie: Walter M. Scott en Howard Bristol |                 |
| War and Peace                             | Artdirection: Mikhail Bogdanov en Gennady Myasnikov • Set decoratie: G. Koshelev en V. Uvarov                                                                                          |                 |
| 1969 (42e)                                | |                 |
| Hello, Dolly!                             | Artdirection: John DeCuir, Jack Martin Smith en Herman Blumenthal • Set decoratie: Walter M. Scott, George Hopkins en Raphael Bretton                                                  |                 |
| Anne of the Thousand Days                 | Artdirection: Maurice Carter en Lionel Couch • Set decoratie: Patrick McLoughlin |                 |
| Gaily, Gaily                              | Artdirection: Robert Boyle en George B. Chan • Set decoratie: Edward Boyle en Carl Biddiscombe                                                                                         |                 |
| Sweet Charity                             | Artdirection: Alexander Golitzen en George C. Webb • Set decoratie: Jack D. Moore |                 |
| They Shoot Horses, Don't They?            | Artdirection: Harry Horner • Set decoratie: Frank McKelvy |                 |

### 1970-1979
| Jaar                               | Film | Genomineerde(n) |
| ---------------------------------- | --- | --------------- |
| 1970 (43e)                         | |                 |
| Patton                             | Artdirection: Urie McCleary en Gil Parrondo • Set decoratie: Antonio Mateos en Pierre-Louis Thevenet                                                  |                 |
| Airport                            | Artdirection: Alexander Golitzen en E. Preston Ames • Set decoratie: Jack D. Moore en Mickey S. Michaels                                              |                 |
| The Molly Maguires                 | Artdirection: Tambi Larsen • Set decoratie: Darrell Silvera                                                                                           |                 |
| Scrooge                            | Artdirection: Terry Marsh en Bob Cartwright • Set decoratie: Pamela Cornell                                                                           |                 |
| Tora! Tora! Tora!                  | Artdirection: Jack Martin Smith, Yoshiro Muraki, Richard Day en Taizoh Kawashima • Set decoratie: Walter M. Scott, Norman Rockett en Carl Biddiscombe |                 |
| 1971 (44e)                         | |                 |
| Nicholas and Alexandra             | Artdirection: John Box, Ernest Archer, Jack Maxsted en Gil Parrondo • Set decoratie: Vernon Dixon                                                     |                 |
| The Andromeda Strain               | Artdirection: Boris Leven en William Tuntke • Set decoratie: Ruby Levitt                                                                              |                 |
| Bedknobs and Broomsticks           | Artdirection: John B. Mansbridge en Peter Ellenshaw • Set decoratie: Emile Kuri en Hal Gausman                                                        |                 |
| Fiddler on the Roof                | Artdirection: Robert Boyle en Michael Stringer • Set decoratie: Peter Lamont                                                                          |                 |
| Mary, Queen of Scots               | Artdirection: Terence Marsh en Robert Cartwright • Set decoratie: Peter Howitt                                                                        |                 |
| 1972 (45e)                         | |                 |
| Cabaret                            | Artdirection: Rolf Zehetbauer en Jurgen Kiebach • Set decoratie: Herbert Strabel                                                                      |                 |
| Lady Sings the Blues               | Artdirection: Carl Anderson • Set decoratie: Reg Allen                                                                                                |                 |
| The Poseidon Adventure             | Artdirection: William Creber • Set decoratie: Raphael Bretton                                                                                         |                 |
| Travels with My Aunt               | Artdirection: John Box, Gil Parrondo en Robert W. Laing                                                                                               |                 |
| Young Winston                      | Artdirection: Geoffrey Drake, Don Ashton, John Graysmark en William Hutchinson • Set decoratie: Peter James                                           |                 |
| 1973 (46e)                         | |                 |
| The Sting                          | Artdirection: Henry Bumstead • Set decoratie: James Payne                                                                                             |                 |
| Brother Sun, Sister Moon           | Artdirection: Lorenzo Mongiardino en Gianni Quaranta • Set decoratie: Carmelo Patrono                                                                 |                 |
| The Exorcist                       | Artdirection: Bill Malley • Set decoratie: Jerry Wunderlich                                                                                           |                 |
| Tom Sawyer                         | Artdirection: Philip Jefferies • Set decoratie: Robert de Vestel                                                                                      |                 |
| The Way We Were                    | Artdirection: Stephen Grimes • Set decoratie: William Kiernan                                                                                         |                 |
| 1974 (47e)                         | |                 |
| The Godfather Part II              | Artdirection: Dean Tavoularis en Angelo Graham • Set decoratie: George R. Nelson                                                                      |                 |
| Chinatown                          | Artdirection: Richard Sylbert en W. Stewart Campbell • Set decoratie: Ruby Levitt                                                                     |                 |
| Earthquake                         | Artdirection: Alexander Golitzen en E. Preston Ames • Set decoratie: Frank McKelvy                                                                    |                 |
| The Island at the Top of the World | Artdirection: Peter Ellenshaw, John B. Mansbridge, Walter Tyler en Al Roelofs • Set decoratie: Hal Gausman                                            |                 |
| The Towering Inferno               | Artdirection: William Creber en Ward Preston • Set decoratie: Raphael Bretton                                                                         |                 |
| 1975 (48e)                         | |                 |
| Barry Lyndon                       | Artdirection: Ken Adam en Roy Walker • Set decoratie: Vernon Dixon                                                                                    |                 |
| The Hindenburg                     | Artdirection: Edward Carfagno • Set decoratie: Frank McKelvy                                                                                          |                 |
| The Man Who Would Be King          | Artdirection: Alexander Trauner en Tony Inglis • Set decoratie: Peter James                                                                           |                 |
| Shampoo                            | Artdirection: Richard Sylbert en W. Stewart Campbell • Set decoratie: George Gaines                                                                   |                 |
| The Sunshine Boys                  | Artdirection: Albert Brenner • Set decoratie: Marvin March                                                                                            |                 |
| 1976 (49e)                         | |                 |
| All the President's Men            | Artdirection: George Jenkins • Set decoratie: George Gaines                                                                                           |                 |
| The Incredible Sarah               | Artdirection: Elliot Scott en Norman Reynolds • Set decoratie: Peter Howitt                                                                           |                 |
| The Last Tycoon                    | Artdirection: Gene Callahan en Jack Collis • Set decoratie: Jerry Wunderlich                                                                          |                 |
| Logan's Run                        | Artdirection: Dale Hennesy • Set decoratie: Robert de Vestel                                                                                          |                 |
| The Shootist                       | Artdirection: Robert F. Boyle • Set decoratie: Arthur Jeph Parker                                                                                     |                 |
| 1977 (50e)                         | |                 |
| Star Wars                          | Artdirection: John Barry, Norman Reynolds en Leslie Dilley • Set decoratie: Roger Christian                                                           |                 |
| Airport '77                        | Artdirection: George C. Webb • Set decoratie: Mickey S. Michaels                                                                                      |                 |
| Close Encounters of the Third Kind | Artdirection: Joe Alves en Dan Lomino • Set decoratie: Phil Abramson                                                                                  |                 |
| The Spy Who Loved Me               | Artdirection: Ken Adam en Peter Lamont • Set decoratie: Hugh Scaife                                                                                   |                 |
| The Turning Point                  | Artdirection: Albert Brenner • Set decoratie: Marvin March                                                                                            |                 |
| 1978 (51e)                         | |                 |
| Heaven Can Wait                    | Artdirection: Paul Sylbert en Edwin O'Donovan • Set decoratie: George Gaines                                                                          |                 |
| The Brink's Job                    | Artdirection: Dean Tavoularis en Angelo Graham • Set decoratie: George R. Nelson en Bruce Kay                                                         |                 |
| California Suite                   | Artdirection: Albert Brenner • Set decoratie: Marvin March                                                                                            |                 |
| Interiors                          | Artdirection: Mel Bourne • Set decoratie: Daniel Robert                                                                                               |                 |
| The Wiz                            | Artdirection: Tony Walton en Philip Rosenberg • Set decoratie: Edward Stewart en Robert Drumheller                                                    |                 |
| 1979 (52e)                         | |                 |
| All That Jazz                      | Artdirection: Philip Rosenberg en Tony Walton • Set decoratie: Edward Stewart en Gary Brink                                                           |                 |
| Alien                              | Artdirection: Michael Seymour, Les Dilley en Roger Christian • Set decoratie: Ian Whittaker                                                           |                 |
| Apocalypse Now                     | Artdirection: Dean Tavoularis en Angelo Graham • Set decoratie: George R. Nelson                                                                      |                 |
| The China Syndrome                 | Artdirection: George Jenkins • Set decoratie: Arthur Jeph Parker                                                                                      |                 |
| Star Trek: The Motion Picture      | Artdirection: Harold Michelson, Joe Jennings, Leon Harris en John Vallone • Set decoratie: Linda DeScenna                                             |                 |

### 1980-1989
| Jaar                               | Film | Genomineerde(n) |
| ---------------------------------- | --- | --------------- |
| 1980 (53e)                         | |                 |
| Tess                               | Artdirection: Pierre Guffroy en Jack Stephens |                 |
| Coal Miner's Daughter              | Artdirection: John W. Corso • Set decoratie: John M. Dwyer                                                                                           |                 |
| The Elephant Man                   | Artdirection: Stuart Craig en Bob Cartwright • Set decoratie: Hugh Scaife                                                                            |                 |
| The Empire Strikes Back            | Artdirection: Norman Reynolds, Leslie Dilley, Harry Lange en Alan Tomkins • Set decoratie: Michael Ford                                              |                 |
| Kagemusha (The Shadow Warrior)     | Yoshiro Muraki |                 |
| 1981 (54e)                         | |                 |
| Raiders of the Lost Ark            | Artdirection: Norman Reynolds en Leslie Dilley • Set decoratie: Michael Ford                                                                         |                 |
| The French Lieutenant's Woman      | Artdirection: Assheton Gorton • Set decoratie: Ann Mollo                                                                                             |                 |
| Heaven's Gate                      | Artdirection: Tambi Larsen • Set decoratie: Jim Berkey                                                                                               |                 |
| Ragtime                            | Artdirection: John Graysmark, Patrizia Von Brandenstein en Anthony Reading • Set decoratie: George de Titta sr., George de Titta jr. en Peter Howitt |                 |
| Reds                               | Artdirection: Richard Sylbert • Set decoratie: Michael Seirton                                                                                       |                 |
| 1982 (55e)                         | |                 |
| Gandhi                             | Artdirection: Stuart Craig en Bob Laing • Set decoratie: Michael Seirton                                                                             |                 |
| Annie                              | Artdirection: Dale Hennesy • Set decoratie: Marvin March                                                                                             |                 |
| Blade Runner                       | Artdirection: Lawrence G. Paull en David L. Snyder • Set decoratie: Linda DeScenna                                                                   |                 |
| La Traviata                        | Artdirection: Franco Zeffirelli • Set decoratie: Gianni Quaranta                                                                                     |                 |
| Victor/Victoria                    | Artdirection: Rodger Maus, Tim Hutchinson en William Craig Smith • Set decoratie: Harry Cordwell                                                     |                 |
| 1983 (56e)                         | |                 |
| Fanny & Alexander                  | Anna Asp |                 |
| Return of the Jedi                 | Artdirection: Norman Reynolds, Fred Hole en James Schoppe • Set decoratie: Michael Ford                                                              |                 |
| The Right Stuff                    | Artdirection: Geoffrey Kirkland, Richard J. Lawrence, W. Stewart Campbell en Peter Romero • Set decoratie: Pat Pending en George R. Nelson           |                 |
| Terms of Endearment                | Artdirection: Polly Platt en Harold Michelson • Set decoratie: Tom Pedigo en Anthony Mondello                                                        |                 |
| Yentl                              | Artdirection: Roy Walker en Leslie Tomkins • Set decoratie: Tessa Davies                                                                             |                 |
| 1984 (57e)                         | |                 |
| Amadeus                            | Artdirection: Patrizia Von Brandenstein • Set decoratie: Karel Cerny                                                                                 |                 |
| 2010                               | Artdirection: Albert Brenner • Set decoratie: Rick Simpson                                                                                           |                 |
| The Cotton Club                    | Artdirection: Richard Sylbert • Set decoratie: George Gaines en Les Bloom                                                                            |                 |
| The Natural                        | Artdirection: Angelo Graham, Mel Bourne, James J. Murakami en Speed Hopkins • Set decoratie: Bruce Weintraub                                         |                 |
| A Passage to India                 | Artdirection: John Box en Leslie Tomkins • Set decoratie: Hugh Scaife                                                                                |                 |
| 1985 (58e)                         | |                 |
| Out of Africa                      | Artdirection: Stephen Grimes • Set decoratie: Josie MacAvin                                                                                          |                 |
| Brazil                             | Artdirection: Norman Garwood • Set decoratie: Maggie Gray                                                                                            |                 |
| The Color Purple                   | Artdirection: J. Michael Riva en Robert W. Welch • Set decoratie: Linda DeScenna                                                                     |                 |
| Ran                                | Artdirection: Yoshiro Muraki en Shinobu Muraki |                 |
| Witness                            | Artdirection: Stan Jolley • Set decoratie: John Anderson                                                                                             |                 |
| 1986 (59e)                         | |                 |
| A Room with a View                 | Artdirection: Gianni Quaranta, Brian Ackland-Snow • Set decoratie: Brian Savegar en Elio Altamura                                                    |                 |
| Aliens                             | Artdirection: Peter Lamont • Set decoratie: Crispian Sallis                                                                                          |                 |
| The Color of Money                 | Artdirection: Boris Leven • Set decoratie: Karen A. O'Hara                                                                                           |                 |
| Hannah and Her Sisters             | Artdirection: Stuart Wurtzel • Set decoratie: Carol Joffe                                                                                            |                 |
| The Mission                        | Artdirection: Stuart Craig • Set decoratie: Jack Stephens                                                                                            |                 |
| 1987 (60e)                         | |                 |
| The Last Emperor                   | Artdirection: Ferdinando Scarfiotti • Set decoratie: Bruno Cesari en Osvaldo Desideri                                                                |                 |
| Empire of the Sun                  | Artdirection: Norman Reynolds • Set decoratie: Harry Cordwell                                                                                        |                 |
| Hope and Glory                     | Artdirection: Anthony Pratt • Set decoratie: Joan Woollard                                                                                           |                 |
| Radio Days                         | Artdirection: Santo Loquasto • Set decoratie: Carol Joffe, Les Bloom en George DeTitta jr.                                                           |                 |
| The Untouchables                   | Artdirection: Patrizia Von Brandenstein en William A. Elliott • Set decoratie: Hal Gausman                                                           |                 |
| 1988 (61e)                         | |                 |
| Dangerous Liaisons                 | Artdirection: Stuart Craig • Set decoratie: Gerard James                                                                                             |                 |
| Beaches                            | Artdirection: Albert Brenner • Set decoratie: Garrett Lewis                                                                                          |                 |
| Rain Man                           | Artdirection: Ida Random • Set decoratie: Linda DeScenna                                                                                             |                 |
| Tucker: The Man and His Dream      | Artdirection: Dean Tavoularis • Set decoratie: Armin Ganz                                                                                            |                 |
| Who Framed Roger Rabbit            | Artdirection: Elliot Scott • Set decoratie: Peter Howitt                                                                                             |                 |
| 1989 (62e)                         | |                 |
| Batman                             | Artdirection: Anton Furst • Set decoratie: Peter Young                                                                                               |                 |
| The Abyss                          | Artdirection: Leslie Dilley • Set decoratie: Anne Kuljian                                                                                            |                 |
| The Adventures of Baron Munchausen | Artdirection: Dante Ferretti • Set decoratie: Francesca Lo Schiavo                                                                                   |                 |
| Driving Miss Daisy                 | Artdirection: Bruno Rubeo • Set decoratie: Crispian Sallis                                                                                           |                 |
| Glory                              | Artdirection: Norman Garwood • Set decoratie: Garrett Lewis                                                                                          |                 |

### 1990-1999
| Jaar                                 | Film                                                                 | Genomineerde(n) |
| ------------------------------------ | -------------------------------------------------------------------- | --------------- |
| 1990 (63e)                           |                                                                      |                 |
| Dick Tracy                           | Artdirection: Richard Sylbert • Set decoratie: Rick Simpson          |                 |
| Cyrano de Bergerac                   | Artdirection: Ezio Frigerio • Set decoratie: Jacques Rouxel          |                 |
| Dances with Wolves                   | Artdirection: Jeffrey Beecroft • Set decoratie: Lisa Dean            |                 |
| The Godfather Part III               | Artdirection: Dean Tavoularis • Set decoratie: Gary Fettis           |                 |
| Hamlet                               | Artdirection: Dante Ferretti • Set decoratie: Francesca Lo Schiavo   |                 |
| 1991 (64e)                           |                                                                      |                 |
| Bugsy                                | Artdirection: Dennis Gassner • Set decoratie: Nancy Haigh            |                 |
| Barton Fink                          | Artdirection: Dennis Gassner • Set decoratie: Nancy Haigh            |                 |
| The Fisher King                      | Artdirection: Mel Bourne • Set decoratie: Cindy Carr                 |                 |
| Hook                                 | Artdirection: Norman Garwood • Set decoratie: Garrett Lewis          |                 |
| The Prince of Tides                  | Artdirection: Paul Sylbert • Set decoratie: Caryl Heller             |                 |
| 1992 (65e)                           |                                                                      |                 |
| Howards End                          | Artdirection: Luciana Arrighi • Set decoratie: Ian Whittaker         |                 |
| Bram Stoker's Dracula                | Artdirection: Thomas Sanders • Set decoratie: Garrett Lewis          |                 |
| Chaplin                              | Artdirection: Stuart Craig • Set decoratie: Chris A. Butler          |                 |
| Toys                                 | Artdirection: Ferdinando Scarfiotti • Set decoratie: Linda DeScenna  |                 |
| Unforgiven                           | Artdirection: Henry Bumstead • Set decoratie: Janice Blackie-Goodine |                 |
| 1993 (66e)                           |                                                                      |                 |
| Schindler's List                     | Artdirection: Allan Starski • Set decoratie: Ewa Braun               |                 |
| Addams Family Values                 | Artdirection: Ken Adam • Set decoratie: Marvin March                 |                 |
| The Age of Innocence                 | Artdirection: Dante Ferretti • Set decoratie: Robert J. Franco       |                 |
| Orlando                              | Artdirection: Ben van Os en Jan Roelfs                               |                 |
| The Remains of the Day               | Artdirection: Luciana Arrighi • Set decoratie: Ian Whittaker         |                 |
| 1994 (67e)                           |                                                                      |                 |
| The Madness of King George           | Artdirection: Ken Adam • Set decoratie: Carolyn Scott                |                 |
| Bullets Over Broadway                | Artdirection: Santo Loquasto • Set decoratie: Susan Bode             |                 |
| Forrest Gump                         | Artdirection: Rick Carter • Set decoratie: Nancy Haigh               |                 |
| Interview with the Vampire           | Artdirection: Dante Ferretti • Set decoratie: Francesca Lo Schiavo   |                 |
| Legends of the Fall                  | Artdirection: Lilly Kilvert • Set decoratie: Dorree Cooper           |                 |
| 1995 (68e)                           |                                                                      |                 |
| Restoration                          | Eugenio Zanetti                                                      |                 |
| Apollo 13                            | Artdirection: Michael Corenblith • Set decoratie: Merideth Boswell   |                 |
| Babe                                 | Artdirection: Roger Ford • Set decoratie: Kerrie Brown               |                 |
| A Little Princess                    | Artdirection: Bo Welch • Set decoratie: Cheryl Carasik               |                 |
| Richard III                          | Tony Burrough                                                        |                 |
| 1996 (69e)                           |                                                                      |                 |
| The English Patient                  | Artdirection: Stuart Craig • Set decoratie: Stephenie McMillan       |                 |
| The Birdcage                         | Artdirection: Bo Welch • Set decoratie: Cheryl Carasik               |                 |
| Evita                                | Artdirection: Brian Morris • Set decoratie: Philippe Turlure         |                 |
| Hamlet                               | Tim Harvey                                                           |                 |
| William Shakespeare's Romeo + Juliet | Artdirection: Catherine Martin • Set decoratie: Brigitte Broch       |                 |
| 1997 (70e)                           |                                                                      |                 |
| Titanic                              | Artdirection: Peter Lamont • Set decoratie: Michael Ford             |                 |
| Gattaca                              | Artdirection: Jan Roelfs • Set decoratie: Nancy Nye                  |                 |
| Kundun                               | Artdirection: Dante Ferretti • Set decoratie: Francesca Lo Schiavo   |                 |
| L.A. Confidential                    | Artdirection: Jeannine Oppewall • Set decoratie: Jay R. Hart         |                 |
| Men in Black                         | Artdirection: Bo Welch • Set decoratie: Cheryl Carasik               |                 |
| 1998 (71e)                           |                                                                      |                 |
| Shakespeare in Love                  | Artdirection: Martin Childs • Set decoratie: Jill Quertier           |                 |
| Elizabeth                            | Artdirection: John Myhre • Set decoratie: Peter Howitt               |                 |
| Pleasantville                        | Artdirection: Jeannine Oppewall • Set decoratie: Jay Hart            |                 |
| Saving Private Ryan                  | Artdirection: Tom Sanders • Set decoratie: Lisa Dean Kavanaugh       |                 |
| What Dreams May Come                 | Artdirection: Eugenio Zanetti • Set decoratie: Cindy Carr            |                 |
| 1999 (72e)                           |                                                                      |                 |
| Sleepy Hollow                        | Artdirection: Rick Heinrichs • Set decoratie: Peter Young            |                 |
| Anna and the King                    | Artdirection: Luciana Arrighi • Set decoratie: Ian Whittaker         |                 |
| The Cider House Rules                | Artdirection: David Gropman • Set decoratie: Beth Rubino             |                 |
| The Talented Mr. Ripley              | Artdirection: Roy Walker • Set decoratie: Bruno Cesari               |                 |
| Topsy-Turvy                          | Artdirection: Eve Stewart • Set decoratie: Eve Stewart en John Bush  |                 |

### 2000-2009
| Jaar                                              | Film                                                                               | Genomineerde(n) |
| ------------------------------------------------- | ---------------------------------------------------------------------------------- | --------------- |
| 2000 (73e)                                        |                                                                                    |                 |
| Crouching Tiger, Hidden Dragon                    | Tim Yip                                                                            |                 |
| Dr. Seuss' How the Grinch Stole Christmas         | Artdirection: Michael Corenblith • Set decoratie: Merideth Boswell                 |                 |
| Gladiator                                         | Artdirection: Arthur Max • Set decoratie: Crispian Sallis                          |                 |
| Quills                                            | Artdirection: Martin Childs • Set decoratie: Jill Quertier                         |                 |
| Vatel                                             | Artdirection: Jean Rabasse • Set decoratie: Françoise Benoît-Fresco                |                 |
| 2001 (74e)                                        |                                                                                    |                 |
| Moulin Rouge!                                     | Artdirection: Catherine Martin • Set decoratie: Brigitte Broch                     |                 |
| Amélie                                            | Artdirection: Aline Bonetto • Set decoratie: Marie-Laure Valla                     |                 |
| Gosford Park                                      | Artdirection: Stephen Altman • Set decoratie: Anna Pinnock                         |                 |
| Harry Potter and the Sorcerer's Stone             | Artdirection: Stuart Craig • Set decoratie: Stephenie McMillan                     |                 |
| The Lord of the Rings: The Fellowship of the Ring | Artdirection: Grant Major • Set decoratie: Dan Hennah                              |                 |
| 2002 (75e)                                        |                                                                                    |                 |
| Chicago                                           | Artdirection: John Myhre • Set decoratie: Gordon Sim                               |                 |
| Frida                                             | Artdirection: Felipe Fernandez del Paso • Set decoratie: Hania Robledo             |                 |
| Gangs of New York                                 | Artdirection: Dante Ferretti • Set decoratie: Francesca Lo Schiavo                 |                 |
| The Lord of the Rings: The Two Towers             | Artdirection: Grant Major • Set decoratie: Dan Hennah en Alan Lee                  |                 |
| Road to Perdition                                 | Artdirection: Dennis Gassner • Set decoratie: Nancy Haigh                          |                 |
| 2003 (76e)                                        |                                                                                    |                 |
| The Lord of the Rings: The Return of the King     | Artdirection: Grant Major • Set decoratie: Dan Hennah en Alan Lee                  |                 |
| Girl with a Pearl Earring                         | Artdirection: Ben van Os • Set decoratie: Cecile Heideman                          |                 |
| The Last Samurai                                  | Artdirection: Lilly Kilvert • Set decoratie: Gretchen Rau                          |                 |
| Master and Commander: The Far Side of the World   | Artdirection: William Sandell • Set decoratie: Robert Gould                        |                 |
| Seabiscuit                                        | Artdirection: Jeannine Oppewall • Set decoratie: Leslie Pope                       |                 |
| 2004 (77e)                                        |                                                                                    |                 |
| The Aviator                                       | Artdirection: Dante Ferretti • Set decoratie: Francesca Lo Schiavo                 |                 |
| Finding Neverland                                 | Artdirection: Gemma Jackson • Set decoratie: Trisha Edwards                        |                 |
| Lemony Snicket's A Series of Unfortunate Events   | Artdirection: Rick Heinrichs • Set decoratie: Cheryl Carasik                       |                 |
| The Phantom of the Opera                          | Artdirection: Anthony Pratt • Set decoratie: Celia Bobak                           |                 |
| A Very Long Engagement                            | Artdirection: Aline Bonetto                                                        |                 |
| 2005 (78e)                                        |                                                                                    |                 |
| Memoirs of a Geisha                               | Artdirection: John Myhre • Set decoratie: Gretchen Rau                             |                 |
| Good Night, and Good Luck                         | Artdirection: Jim Bissell • Set decoratie: Jan Pascale                             |                 |
| Harry Potter and the Goblet of Fire               | Artdirection: Stuart Craig • Set decoratie: Stephenie McMillan                     |                 |
| King Kong                                         | Artdirection: Grant Major • Set decoratie: Dan Hennah en Simon Bright              |                 |
| Pride & Prejudice                                 | Artdirection: Sarah Greenwood • Set decoratie: Katie Spencer                       |                 |
| 2006 (79e)                                        |                                                                                    |                 |
| Pan's Labyrinth                                   | Artdirection: Eugenio Caballero • Set decoratie: Pilar Revuelta                    |                 |
| Dreamgirls                                        | Artdirection: John Myhre • Set decoratie: Nancy Haigh                              |                 |
| The Good Shepherd                                 | Artdirection: Jeannine Oppewall • Set decoratie: Gretchen Rau en Leslie E. Rollins |                 |
| Pirates of the Caribbean: Dead Man's Chest        | Artdirection: Rick Heinrichs • Set decoratie: Cheryl Carasik                       |                 |
| The Prestige                                      | Artdirection: Nathan Crowley • Set decoratie: Julie Ochipinti                      |                 |
| 2007 (80e)                                        |                                                                                    |                 |
| Sweeney Todd: The Demon Barber of Fleet Street    | Artdirection: Dante Ferretti • Set decoratie: Francesca Lo Schiavo                 |                 |
| American Gangster                                 | Artdirection: Arthur Max • Set decoratie: Beth A. Rubino                           |                 |
| Atonement                                         | Artdirection: Sarah Greenwood • Set decoratie: Katie Spencer                       |                 |
| The Golden Compass                                | Artdirection: Dennis Gassner • Set decoratie: Anna Pinnock                         |                 |
| There Will Be Blood                               | Artdirection: Jack Fisk • Set decoratie: Jim Erickson                              |                 |
| 2008 (81e)                                        |                                                                                    |                 |
| The Curious Case of Benjamin Button               | Artdirection: Donald Graham Burt • Set decoratie: Victor J. Zolfo                  |                 |
| Changeling                                        | Artdirection: James J. Murakami • Set decoratie: Gary Fettis                       |                 |
| The Dark Knight                                   | Artdirection: Nathan Crowley • Set decoratie: Peter Lando                          |                 |
| The Duchess                                       | Artdirection: Michael Carlin • Set decoratie: Rebecca Alleway                      |                 |
| Revolutionary Road                                | Artdirection: Kristi Zea • Set decoratie: Debra Schutt                             |                 |
| 2009 (82e)                                        |                                                                                    |                 |
| Avatar                                            | Productieontwerp: Rick Carter en Robert Stromberg • Set decoratie: Kim Sinclair    |                 |
| The Imaginarium of Doctor Parnassus               | Productieontwerp: Dave Warren en Anastasia Masaro • Set decoratie: Caroline Smith  |                 |
| Nine                                              | Productieontwerp: John Myhre • Set decoratie: Gordon Sim                           |                 |
| Sherlock Holmes                                   | Productieontwerp: Sarah Greenwood • Set decoratie: Katie Spencer                   |                 |
| The Young Victoria                                | Productieontwerp: Patrice Vermette • Set decoratie: Maggie Gray                    |                 |

### 2010-2019
| Jaar                                        | Film                                                                                        | Genomineerde(n) |
| ------------------------------------------- | ------------------------------------------------------------------------------------------- | --------------- |
| 2010 (83e)                                  |                                                                                             |                 |
| Alice in Wonderland                         | Productieontwerp: Robert Stromberg • Set decoratie: Karen O'Hara                            |                 |
| Harry Potter and the Deathly Hallows Part 1 | Productieontwerp: Stuart Craig • Set decoratie: Stephenie McMillan                          |                 |
| Inception                                   | Productieontwerp: Guy Hendrix Dyas • Set decoratie: Larry Dias en Doug Mowat                |                 |
| The King's Speech                           | Productieontwerp: Eve Stewart • Set decoratie: Judy Farr                                    |                 |
| True Grit                                   | Productieontwerp: Jess Gonchor • Set decoratie: Nancy Haigh                                 |                 |
| 2011 (84e)                                  |                                                                                             |                 |
| Hugo                                        | Productieontwerp: Dante Ferretti • Set decoratie: Francesca Lo Schiavo                      |                 |
| The Artist                                  | Productieontwerp: Laurence Bennett • Set decoratie: Robert Gould                            |                 |
| Harry Potter and the Deathly Hallows Part 2 | Productieontwerp: Stuart Craig • Set decoratie: Stephenie McMillan                          |                 |
| Midnight in Paris                           | Productieontwerp: Anne Seibel • Set decoratie: Hélène Dubreuil                              |                 |
| War Horse                                   | Productieontwerp: Rick Carter • Set decoratie: Lee Sandales                                 |                 |
| 2012 (85e)                                  |                                                                                             |                 |
| Lincoln                                     | Productieontwerp: Rick Carter • Set decoratie: Jim Erickson                                 |                 |
| Anna Karenina                               | Productieontwerp: Sarah Greenwood • Set decoratie: Katie Spencer                            |                 |
| The Hobbit: An Unexpected Journey           | Productieontwerp: Dan Hennah • Set decoratie: Ra Vincent en Simon Bright                    |                 |
| Les Misérables                              | Productieontwerp: Eve Stewart • Set decoratie: Anna Lynch-Robinson                          |                 |
| Life of Pi                                  | Productieontwerp: David Gropman • Set decoratie: Anna Pinnock                               |                 |
| 2013 (86e)                                  |                                                                                             |                 |
| The Great Gatsby                            | Productieontwerp: Catherine Martin • Set decoratie: Beverley Dunn                           |                 |
| 12 Years a Slave                            | Productieontwerp: Adam Stockhausen • Set decoratie: Alice Baker                             |                 |
| American Hustle                             | Productieontwerp: Judy Becker • Set decoratie: Heather Loeffler                             |                 |
| Gravity                                     | Productieontwerp: Andy Nicholson • Set decoratie: Rosie Goodwin en Joanne Woollard          |                 |
| Her                                         | Productieontwerp: K.K. Barrett • Set decoratie: Gene Serdena                                |                 |
| 2014 (87e)                                  |                                                                                             |                 |
| The Grand Budapest Hotel                    | Productieontwerp: Adam Stockhausen • Set decoratie: Anna Pinnock                            |                 |
| The Imitation Game                          | Productieontwerp: Maria Djurkovic • Set decoratie: Tatiana Macdonald                        |                 |
| Interstellar                                | Productieontwerp: Nathan Crowley • Set decoratie: Gary Fettis                               |                 |
| Into the Woods                              | Productieontwerp: Dennis Gassner • Set decoratie: Anna Pinnock                              |                 |
| Mr. Turner                                  | Productieontwerp: Suzie Davies • Set decoratie: Charlotte Watts                             |                 |
| 2015 (88e)                                  |                                                                                             |                 |
| Mad Max: Fury Road                          | Productieontwerp: Colin Gibson • Set decoratie: Lisa Thompson                               |                 |
| Bridge of Spies                             | Productieontwerp: Adam Stockhausen • Set decoratie: Rena DeAngelo en Bernhard Henrich       |                 |
| The Danish Girl                             | Productieontwerp: Eve Stewart • Set decoratie: Michael Standish                             |                 |
| The Martian                                 | Productieontwerp: Arthur Max • Set decoratie: Celia Bobak                                   |                 |
| The Revenant                                | Productieontwerp: Jack Fisk • Set decoratie: Hamish Purdy                                   |                 |
| 2016 (89e)                                  |                                                                                             |                 |
| La La Land                                  | Productieontwerp: David Wasco • Set decoratie: Sandy Reynolds-Wasco                         |                 |
| Arrival                                     | Productieontwerp: Patrice Vermette • Set decoratie: Paul Hotte                              |                 |
| Fantastic Beasts and Where to Find Them     | Productieontwerp: Stuart Craig • Set decoratie: Anna Pinnock                                |                 |
| Hail, Caesar!                               | Productieontwerp: Jess Gonchor • Set decoratie: Nancy Haigh                                 |                 |
| Passengers                                  | Productieontwerp: Guy Hendrix Dyas • Set decoratie: Gene Serdena                            |                 |
| 2017 (90e)                                  |                                                                                             |                 |
| The Shape of Water                          | Productieontwerp: Paul Denham Austerberry • Set decoratie: Shane Vieau en Jeffrey A. Melvin |                 |
| Beauty and the Beast                        | Productieontwerp: Sarah Greenwood • Set decoratie: Katie Spencer                            |                 |
| Blade Runner 2049                           | Productieontwerp: Dennis Gassner • Set decoratie: Alessandra Querzola                       |                 |
| Darkest Hour                                | Productieontwerp: Sarah Greenwood • Set decoratie: Katie Spencer                            |                 |
| Dunkirk                                     | Productieontwerp: Nathan Crowley • Set decoratie: Gary Fettis                               |                 |
| 2018 (91e)                                  |                                                                                             |                 |
| Black Panther                               | Productieontwerp: Hannah Beachler • Set decoratie: Jay Hart                                 |                 |
| The Favourite                               | Productieontwerp: Fiona Crombie • Set decoratie: Alice Felton                               |                 |
| First Man                                   | Productieontwerp: Nathan Crowley • Set decoratie: Kathy Lucas                               |                 |
| Mary Poppins Returns                        | Productieontwerp: John Myhre • Set decoratie: Gordon Sim                                    |                 |
| Roma                                        | Productieontwerp: Eugenio Caballero • Set decoratie: Bárbara Enríquez                       |                 |
| 2019 (92e)                                  |                                                                                             |                 |
| Once Upon a Time in Hollywood               | Productieontwerp: Barbara Ling • Set decoratie: Nancy Haigh                                 |                 |
| 1917                                        | Productieontwerp: Dennis Gassner • Set decoratie: Lee Sandales                              |                 |
| The Irishman                                | Productieontwerp: Bob Shaw • Set decoratie: Regina Graves                                   |                 |
| Jojo Rabbit                                 | Productieontwerp: Ra Vincent • Set decoratie: Nora Sopková                                  |                 |
| Parasite                                    | Productieontwerp: Lee Ha-jun • Set decoratie: Cho Won-woo                                   |                 |

### 2020-2029
| Jaar                           | Film                                                                           | Genomineerde(n) |
| ------------------------------ | ------------------------------------------------------------------------------ | --------------- |
| 2020 (93e)                     |                                                                                |                 |
| Mank                           | Productieontwerp: Donald Graham Burt • Set decoratie: Jan Pascale              |                 |
| The Father                     | Productieontwerp: Pete Francis • Set decoratie: Cathy Featherstone             |                 |
| Ma Rainey's Black Bottom       | Productieontwerp: Mark Ricker • Set decoratie: Karen O'Hara en Diana Stoughton |                 |
| News of the World              | Productieontwerp: David Crank • Set decoratie: Elizabeth Keenan                |                 |
| Tenet                          | Productieontwerp: Nathan Crowley • Set decoratie: Kathy Lucas                  |                 |
| 2021 (94e)                     |                                                                                |                 |
| Dune                           | Productieontwerp: Patrice Vermette • Set decoratie: Zsuzsanna Sipos            |                 |
| Nightmare Alley                | Productieontwerp: Tamara Deverell • Set decoratie: Shane Vieau                 |                 |
| The Power of the Dog           | Productieontwerp: Grant Major • Set decoratie: Amber Richards                  |                 |
| The Tragedy of Macbeth         | Productieontwerp: Stefan Dechant • Set decoratie: Nancy Haigh                  |                 |
| West Side Story                | Productieontwerp: Adam Stockhausen • Set decoratie: Rena DeAngelo              |                 |
| 2022 (95e)                     |                                                                                |                 |
| All Quiet on the Western Front | Productieontwerp: Christian M. Goldbeck • Set decoratie: Ernestine Hipper      |                 |
| Avatar: The Way of Water       | Productieontwerp: Dylan Cole en Ben Procter • Set decoratie: Vanessa Cole      |                 |
| Babylon                        | Productieontwerp: Florencia Martin • Set decoratie: Anthony Carlino            |                 |
| Elvis                          | Productieontwerp: Catherine Martin en Karen Murphy • Set decoratie: Bev Dunn   |                 |
| The Fabelmans                  | Productieontwerp: Rick Carter • Set decoratie: Karen O'Hara                    |                 |
| 2023 (96e)                     |                                                                                |                 |
| Poor Things                    | Productieontwerp: James Price en Shona Heath • Set decoratie: Zsuzsa Mihalek   |                 |
| Barbie                         | Productieontwerp: Sarah Greenwood • Set decoratie: Katie Spencer               |                 |
| Killers of the Flower Moon     | Productieontwerp: Jack Fisk • Set decoratie: Adam Willis                       |                 |
| Napoleon                       | Productieontwerp: Arthur Max • Set decoratie: Elli Griff                       |                 |
| Oppenheimer                    | Productieontwerp: Ruth De Jong • Set decoratie: Claire Kaufman                 |                 |
| 2024 (97ste)                   |                                                                                |                 |
| Wicked                         | Productieontwerp: Nathan Crowley • Set decoratie: Lee Sandales                 |                 |
| The Brutalist                  | Productieontwerp: Judy Becker • Set decoratie: Patricia Cuccia                 |                 |
| Conclave                       | Productieontwerp: Suzie Davies • Set decoratie: Cynthia Sleiter                |                 |
| Dune: Part Two                 | Productieontwerp: Patrice Vermette • Set decoratie: Shane Vieau                |                 |
| Nosferatu                      | Productieontwerp: Craig Lathrop • Set decoratie: Beatrice Brentnerová          |                 |